# Velîki Makarî, Iavoriv
Velîki Makarî (în ucraineană Великі Макари) este un sat în așezarea urbană Nemîriv din raionul Iavoriv, regiunea Liov, Ucraina.

## Demografie
Componența lingvistică a localității Velîki Makarî
     Ucraineană (99,51%)
     Alte limbi (0,49%)
Conform recensământului din 2001, majoritatea populației localității Velîki Makarî era vorbitoare de ucraineană (99,51%), existând în minoritate și vorbitori de alte limbi.